# Dolbogene
Dolbogene is een geslacht van vlinders uit de familie pijlstaarten (Sphingidae).

## Soorten
- Dolbogene hartwegii (Butler, 1875)
- Dolbogene igualana (Schaus, 1932)